# 한채린
한채린(1996년 9월 2일 ~ )은 대한민국의 여자 축구선수로 WK리그 서울시청 여자 축구단과 대한민국 대표팀의 미드필더로 활약하고 있다.